# Anne Mollinger
Anne Mollinger (Worms (Alemania), 27 de septiembre de 1985) es una atleta alemana, especialista en la prueba de 4 x 100 m, con la que ha llegado a ser medallista de bronce mundial en 2009.

## Carrera deportiva
En el Mundial de Berlín 2009 gana la medalla de bronce en los relevos 4 x 100 m, tras las jamaicanas y bahameñas (plata), siendo sus compañeras de equipo: Marion Wagner, Cathleen Tschirch y Verena Sailer.